# Clara Beranger
Clara Beranger   (Baltimore, 14 de gener de 1886 - Hollywood, 10 de setembre de 1956) va ser una guionista estatunidenca de l'era del cinema mut i membre de l'USC School of Cinematic Arts.

## Biografia
Beranger va néixer a Baltimore, Maryland, filla de Benjamin i Fannie (Kahn) Strouse. La seva família era d'origen jueu alemany. El seu pare i els seus germans van emigrar i es van establir a Indiana, on obriren una botiga de productes secs.
L'any 1907 es va graduar al Baltimore Women's College, ara conegut com a Goucher College, amb una llicenciatura en arts. Poc després es va traslladar a la ciutat de Nova York i va treballar de periodista a diverses revistes, alhora que estudiava escenografia. El 23 d'octubre de 1907 es va casar amb Albert Berwanger, amb qui va tenir una filla, Frances Berwanger, l'any 1909. Quan va començar a escriure, canviaria el seu nom pel de Beranger.

### Inicis
Utilitzant el pseudònim de Charles S. Beranger, la seva primera feina a la pantalla va ser com a autònoma, escrivint per a les empreses Edison, Vitagraph i Kalem, a les quals va proporcionar molts originals. El seu èxit va cridar l'atenció i va ser nomenada redactora de la Fox Corporation. Va escriure diversos guions per a la popular estrella infantil Baby Marie Osborne, així com una adaptació molt elogiada d'A Tale of Two Cities. Beranger també va escriure The Inloper per a Kitty Gordon, The Bluffer per a June Elvidge i The Mirror per a Marjorie Rambeau, encara que moltes d'aquestes pel·lícules es consideren perdudes. Amb Forrest Halsey, Beranger va escriure l'obra teatral His Chinese Wife, que va rebre bones crítiques i es va convertir en un dels èxits de la temporada 1919–1920.

### Hollywood
L'any 1921, Beranger junt amb la seva filla Frances, que llavors tenia dotze anys, va emigrar a Hollywood per escriure pel·lícules. Va signar un contracte de llarga durada amb Cecil B. DeMillei és per aquest fet pel que és més coneguda. Va escriure o va contribuir a més de 24 produccions de DeMille, i va produir tant Come Out of the Kitchen com Girls per a Marguerite Clark; Sadie Love i Wanted: A Husband per a Billie Burke; Judy de Rogue's Harbour per a Mary Miles Minter; The Fear Market per a Alice Brady; The Cost per a Violet Heming; Half an Hour per a Dorothy Dalton; Civilian Clothes per a Thomas Meighan; Notoriety per a Bebe Daniels i el clàssic Dr. Jekyll i Mr. Hyde per a John Barrymore.

A una entrevista amb Louella Parson l'any 1922, diu:
Seré a Califòrnia quan el Sr. DeMille comenci a gravar. Amb el meu antic contracte donava vuit guions a l'any; ara que treballo només per a William DeMille, només n'escric quatre. Això em dóna l'oportunitat de veure el meu treball des del guió fins a la pantalla. Em permet repassar el meu guió, escena per escena, amb el productor, perquè pugui fer l'escena gairebé sense canvis. En els vells temps havia de treballar contínuament per acabar les vuit imatges a temps per als diferents directors per als quals estava escrivint. 

### William DeMille
L'any 1921 Beranger va conèixer el seu futur marit William DeMille i va treballar en l'adaptació de Miss Lulu Bett, l'obra guanyadora del premi Pulitzer. Miss Lulu Bett és la història d'una jove que descobreix que està casada amb un home que ja està casat. William no és tan famós avui com en Cecil, però, tot i que la majoria de les seves pel·lícules s'han perdut, William encara és considerat un dels directors més respectats del cinema mut. La senyoreta Lulu Bett mostra un toc delicat en el relat de les desgràcies d'una soltera empobrida en un poble petit.
DeMille estava casat mentre va tenir altres relacions fora del matrimoni amb Lorna Moon, amb qui va tenir un fill, amb la guionista Olga Printzlau i amb la mateixa Beranger. El juny de 1926, DeMille va demanar el divorci. El 14 d'agost de 1928, William DeMille (50) i Clara Beranger (42) es casarien a Albuquerque, Nou Mèxic, al saló del "The Chief", un tren especial transcontinental. DeMille afirmà que Beranger va escriure totes les seves obres teatrals entre 1921 i 1928. Al seu llibre Hollywood Saga escriu: "L'abril de 1928 acabava 'Tenth Avenue', la meva quaranta-cinquena producció i estava treballant a 'Craig's Wife' amb Clara Beranger, que havia escrit les obres de teatre durant set anys i va continuar fent-ho fins i tot després del nostre matrimoni".
Després de casar-se amb DeMille, Beranger continuaria escrivint, incloent Craig's Wife (1928) per a Irene Rich i This Mad World (1930) per a Kay Johnson.

### USC School of Cinematic Arts
Beranger es va retirar de l'escriptura l'any 1934, tot i que va continuar col·laborant freqüentment en revistes com Liberty i Good Housekeeping. Beranger també va començar a treballar a l'USC School of Cinematic Arts, que havia començat l'any 1929 com a col·laboració entre la Universitat del Sud de Califòrnia i l'Acadèmia de les Arts i les Ciències Cinematogràfiques. Entre el professorat, també hi havia els actors Douglas Fairbanks i Mary Pickford, els directors DW Griffith i Ernst Lubitsch i els productors Irving Thalberg i Darryl Zanuck. Cecil DeMille dotaria el Departament de Drama, del qual William va ser nomenat director.
Beranger va ser una gran defensora de la idea que Hollywood tenia la responsabilitat d'ensenyar a la propera generació d'artistes. L'any 1950 va escriure un text molt utilitzat Writing for the Screen i va continuar donant conferències sobre l'escriptura de guions durant la resta de la seva vida. Va patir un atac de cor i va morir l'any 1956.

## Filmografia
- Memories of His Youth (1913, escenari)
- The Master Mind (1914, escenari)
- Cameo Kirby (1914, no acreditat)
- The Galley Slave (1915, escenari)
- Princess Romanoff (1915, escanari)
- From the Valley of the Missing (1915, escenari)
- Anna Karenina (1915, escriptora)
- Her Mother's Secret (1915/I, escenari, no acreditat)
- Mary Moreland (1917)
- The Mirror (1917)
- The Slave Market (1917, escenari)
- The Greater Woman (1917, no confirmat)
- The Dormant Power (1917, escriptora)
- The Debt (1917, escriptora)
- Motherhood (1917/I, escriptora)
- The Golden Wall (1918)
- The Interloper (1918)
- Appearance of Evil (1918, escenari)
- Winning Grandma (1918, escenari)
- The Way Out (1918, escenari)
- Milady o' the Beanstalk (1918, escenari)
- The Voice of Destiny (1918, guió)
- The Love Net (1918, escriptora)
- By Hook or Crook (1918, escriptora)
- The Beloved Blackmailer (1918, escriptora)
- Dolly Does Her Bit (1918, escriptora)
- The Grouch (1918, escenari)
- The Little Intruder (1919)
- The Hand Invisible (1919)
- Heart of Gold (1919)
- The Praise Agent (1919, escenari)
- Phil for Short (1919, escenari)
- Hit or Miss (1919, escenari)
- The Unveiling Hand (1919, escenari)
- The Bluffer (1919, guió)
- Dust of Desire (1919, guió, escriptora)
- Wanted: A Husband (1919, escriptora)
- Sadie Love (1919, escriptora)
- Bringing Up Betty (1919, escriptora)
- The Firing Line (1919, escriptora)
- Girls (1919, escriptora)
- Come Out of the Kitchen (1919, escriptora)
- Half an Hour (1920)
- White Youth (1920, escriptora)
- Flames of the Flesh (1920, guió)
- Blackbirds (1920, escriptora)
- Civilian Clothes (1920, escriptora)
- The Cost (1920, escriptora)
- Judy of Rogue's Harbor (1920, escriptora)
- The Fear Market (1920, escriptora)
- Dr. Jekyll and Mr. Hyde (1920)
- Miss Lulu Bett (1921, adaptació)
- Exit the Vamp (1921, guió)
- The Gilded Lily' (1921, guió)
- The Wonderful Thing (1921, escriptora)
- A Heart to Let (1921, escriptora)
- Sheltered Daughters (1921, escriptora)
- Her Husband's Trademark (1922, guió)
- Clarence (1922, escriptora)
- Nice People (1922, escriptora)
- Bought and Paid For (1922, escriptora)
- Grumpy (1923, adaptació, guió)
- The World's Applause (1923, guió)
- Don't Call It Love (1923, escriptora)
- The Marriage Maker (1923, escriptora)
- Only 38 (1923, escriptora)
- The Bedroom Window (1924, guió)
- The Fast Set (1924, escriptora)
- Icebound (1924 film) (1924, escriptora)
- Locked Doors (1925, guió)
- New Brooms (1925, escriptora)
- Lost: A Wife (1925, escriptora)
- Men and Women (1925, escriptora)
- Don Juan's Three Nights (1926, escriptora)
- Nobody's Widow (1927, adaptació)
- The Forbidden Woman (1927, adaptació, guió)
- The Little Adventuress (1927, adaptació, guió)
- Almost Human (1927, guió, títols)
- Craig's Wife (1928, adaptació)
- The Idle Rich (1929, escriptora)
- This Mad World (1930, adaptació, guió)
- His Double Life (1933, adaptació)
- Social Register (1934, escriptora)